# دايفيد إيزاك (كاتب سيناريو)
دايفيد إيزاك (بالإنجليزية: David Isaacs)‏ هو كاتب سيناريو أمريكي، ولد في 1 أكتوبر 1949 في نيويورك في الولايات المتحدة.

## وصلات خارجية
- دايفيد إيزاك على موقع IMDb (الإنجليزية)
- دايفيد إيزاك على موقع ألو سيني (الفرنسية)
- دايفيد إيزاك على موقع قاعدة بيانات الفيلم (الإنجليزية)
- دايفيد إيزاك على موقع كينوبويسك (الروسية)